# South Milton
South Milton is een civil parish in het bestuurlijke gebied South Hams, in het Engelse graafschap Devon. In 2001 telde het civil parish 408 inwoners. De parish omvat de gehuchten Upton en Sutton.

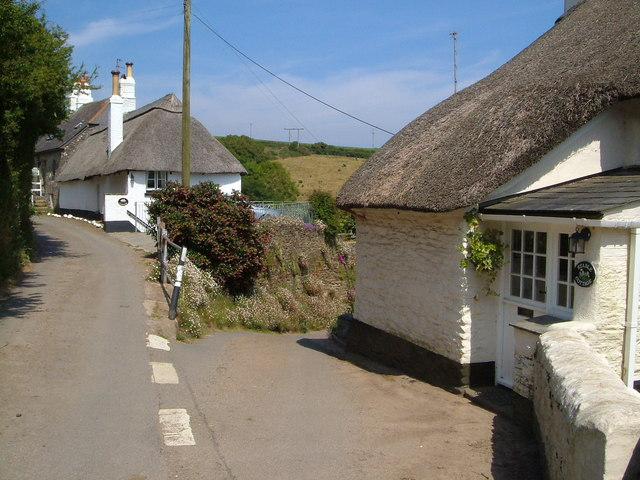